# Niederlausitzer Fußballmeisterschaft

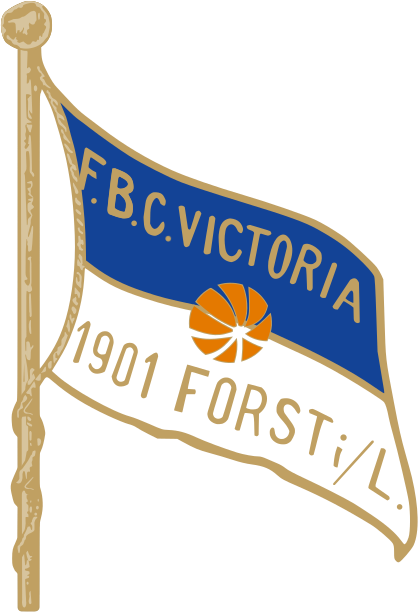
FC Viktoria Forst
8 Mal Niederlausitzer Meister

Die Niederlausitzer Fußballmeisterschaft der Männer wurde zwischen der Saison 1904/05 und 1905/06 im Verband Niederlausitzer Ballspiel-Vereine und ab der Saison 1906/07 bis 1932/33 im Südostdeutschen Fußball-Verband (SOFV) ausgespielt, wobei der SC Alemannia Cottbus den ersten und der FC Viktoria Forst die meisten Titel errungen hat.

## Geschichte
Die Niederlausitzer Meisterschaft wurde anfangs in einer Gruppe ausgespielt. Noch unter dem Verband Niederlausitzer Ballspiel-Vereine organisiert, qualifizierte sich der Meister für ein Entscheidungsspiel gegen den Sieger vom Verband Breslauer Ballspiel-Vereine um die Teilnahme an der deutschen Fußballmeisterschaft. Sowohl 1905 als auch 1906 verloren die Niederlausitzer Meister gegen den SC Schlesien Breslau und konnten somit nicht an der Meisterschaftsendrunde teilnehmen. Mit Einführung des Südostdeutschen Fußballverbandes qualifizierte sich der Erstplatzierte für die Endrunde um die südostdeutsche Meisterschaft, bei der wiederum der Teilnehmer an der deutschen Fußballmeisterschaft ausgespielt wurde. Ab der Saison 1922/23 wurde die Meisterschaft in drei Gruppen ausgespielt (Forst, Cottbus, Senftenberg). Die jeweiligen Sieger qualifizierten sich für die Finalgruppe, in der der Meister ausgespielt wurde. Ab der Saison 1925/26 spielte man wieder in einer Gruppe. Da sich das Teilnehmerfeld stets vergrößerte, qualifizierte sich außerdem ab der Saison 1927/28 auch der Vizemeister für die Endrunde um die südostdeutsche Meisterschaft. In den Jahren 1913/14 und 1925/26 gab es ebenfalls zwei Vertreter aus der Niederlausitz in der südostdeutschen Endrunde, da der Titelverteidiger automatisch für die Endrunde qualifiziert war und in diesen Jahren die Titelverteidiger aus der Niederlausitz stammten und gleichzeitig ein anderer Verein den ersten Platz in der Bezirksklasse Niederlausitz belegt hatte.
Von Beginn an wurde die niederlausitzer Fußballmeisterschaft von Vereinen aus Cottbus und Forst (Lausitz) dominiert. Konnte man in den 1910er und 1920er Jahren noch Südostdeutsche Fußballmeister stellen, gelang dies Ende der 1920er und Anfang der 1930er nicht mehr und man fiel qualitativ hinter anderen Vereinen aus dem Südostdeutschen Fußball-Verband zurück. Im Zuge der Gleichschaltung wurde der Südostdeutsche Fußball-Verband wenige Monate nach der Machtübernahme der Nationalsozialisten im Jahre 1933 aufgelöst. Somit hörte auch die Bezirksklasse Niederlausitz auf zu existieren. Die Vereine aus Cottbus, Forst und Guben wurden ab 1933 der Gauliga Berlin-Brandenburg bzw. deren unteren Ligen zugeordnet, während Vereine aus dem südlicheren Bereich der ehemaligen Bezirksklasse Niederlausitz (zum Beispiel Hoyerswerdaer SV 1919) der Gauliga Schlesien mitsamt Unterbau zugeordnet wurden.

## Ligeneinteilung
Die Niederlausitzer Fußballmeisterschaft wurde überwiegend in der eingleisigen Bezirksklasse Niederlausitz ausgespielt. Einzig in den Saisons 1922/23 bis 1924/25 wurde die Bezirksklasse in die drei Gaue Cottbus, Forst und Senftenberg unterteilt, deren jeweiligen Sieger in einer Endrunde die Meisterschaft und somit auch den Teilnehmer an der südostdeutschen Endrunde ausspielten. Die Bezirksklasse Niederlausitz bestand von 1904 bis zur Gleichschaltung der Nationalsozialisten 1933.
| Saison  | Name der obersten Liga                    | Name der obersten Liga                    | Name der obersten Liga                    |
| ------- | ----------------------------------------- | ----------------------------------------- | ----------------------------------------- |
| 1900/01 | Verband Niederlausitzer Ballspiel-Vereine | Verband Niederlausitzer Ballspiel-Vereine | Verband Niederlausitzer Ballspiel-Vereine |
| 1901/02 | Verband aufgelöst                         | Verband aufgelöst                         | Verband aufgelöst                         |
| 1902/03 | Verband aufgelöst                         | Verband aufgelöst                         | Verband aufgelöst                         |
| 1903/04 | Verband aufgelöst                         | Verband aufgelöst                         | Verband aufgelöst                         |
| 1904/05 | Verband Niederlausitzer Ballspiel-Vereine | Verband Niederlausitzer Ballspiel-Vereine | Verband Niederlausitzer Ballspiel-Vereine |
| 1905/06 | Verband Niederlausitzer Ballspiel-Vereine | Verband Niederlausitzer Ballspiel-Vereine | Verband Niederlausitzer Ballspiel-Vereine |
| 1906/07 | 1. Klasse Niederlausitz                   | 1. Klasse Niederlausitz                   | 1. Klasse Niederlausitz                   |
| 1907/08 | 1. Klasse Niederlausitz                   | 1. Klasse Niederlausitz                   | 1. Klasse Niederlausitz                   |
| 1908/09 | 1. Klasse Niederlausitz                   | 1. Klasse Niederlausitz                   | 1. Klasse Niederlausitz                   |
| 1909/10 | 1. Klasse Niederlausitz                   | 1. Klasse Niederlausitz                   | 1. Klasse Niederlausitz                   |
| 1910/11 | 1. Klasse Niederlausitz                   | 1. Klasse Niederlausitz                   | 1. Klasse Niederlausitz                   |
| 1911/12 | 1. Klasse Niederlausitz                   | 1. Klasse Niederlausitz                   | 1. Klasse Niederlausitz                   |
| 1912/13 | 1. Klasse Niederlausitz                   | 1. Klasse Niederlausitz                   | 1. Klasse Niederlausitz                   |
| 1913/14 | 1. Klasse Niederlausitz                   | 1. Klasse Niederlausitz                   | 1. Klasse Niederlausitz                   |
| 1919/20 | Bezirksliga Niederlausitz                 | Bezirksliga Niederlausitz                 | Bezirksliga Niederlausitz                 |
| 1920/21 | Bezirksliga Niederlausitz                 | Bezirksliga Niederlausitz                 | Bezirksliga Niederlausitz                 |
| 1921/22 | Bezirksliga Niederlausitz                 | Bezirksliga Niederlausitz                 | Bezirksliga Niederlausitz                 |
| 1922/23 | Gauliga Cottbus                           | Gauliga Forst                             | Gauliga Senftenberg                       |
| 1923/24 | Gauliga Cottbus                           | Gauliga Forst                             | Gauliga Senftenberg                       |
| 1924/25 | Gauliga Cottbus                           | Gauliga Forst                             | Gauliga Senftenberg                       |
| 1925/26 | Bezirksliga Niederlausitz                 | Bezirksliga Niederlausitz                 | Bezirksliga Niederlausitz                 |
| 1926/27 | Bezirksliga Niederlausitz                 | Bezirksliga Niederlausitz                 | Bezirksliga Niederlausitz                 |
| 1927/28 | Bezirksliga Niederlausitz                 | Bezirksliga Niederlausitz                 | Bezirksliga Niederlausitz                 |
| 1928/29 | Bezirksliga Niederlausitz                 | Bezirksliga Niederlausitz                 | Bezirksliga Niederlausitz                 |
| 1929/30 | Bezirksliga Niederlausitz                 | Bezirksliga Niederlausitz                 | Bezirksliga Niederlausitz                 |
| 1930/31 | Bezirksliga Niederlausitz                 | Bezirksliga Niederlausitz                 | Bezirksliga Niederlausitz                 |
| 1931/32 | A-Klasse Niederlausitz                    | A-Klasse Niederlausitz                    | A-Klasse Niederlausitz                    |
| 1932/33 | A-Klasse Niederlausitz                    | A-Klasse Niederlausitz                    | A-Klasse Niederlausitz                    |

|  | Eingleisige Liga  |
|  | Mehrgleisige Liga |

### Ligasystem
Das Ligasystem wurde mehrfach umgestellt und angepasst, ab den 1930er Jahren ergab sich folgendes Bild.
| Ebene | Spielklassen des Bezirkes Niederlausitz 1931/32                                                           | Spielklassen des Bezirkes Niederlausitz 1931/32                                                           | Spielklassen des Bezirkes Niederlausitz 1931/32                                                           |
| ----- | --- | --- | --- |
| 1     | A-Klasse Niederlausitz 8 Mannschaften Platz 1–2: Qualifikation südostdeutsche Endrunde Platz 8: Absteiger | A-Klasse Niederlausitz 8 Mannschaften Platz 1–2: Qualifikation südostdeutsche Endrunde Platz 8: Absteiger | A-Klasse Niederlausitz 8 Mannschaften Platz 1–2: Qualifikation südostdeutsche Endrunde Platz 8: Absteiger |
| 2     | Endrunde der B-Klassen-Meisterschaft 3 Mannschaften Platz 1: Aufsteiger in die A-Klasse                   | Endrunde der B-Klassen-Meisterschaft 3 Mannschaften Platz 1: Aufsteiger in die A-Klasse                   | Endrunde der B-Klassen-Meisterschaft 3 Mannschaften Platz 1: Aufsteiger in die A-Klasse                   |
| 2     | B-Klasse Cottbus 8 Mannschaften Platz 1: Endrunde der B-Klassen-Meisterschaft Platz 8: Absteiger          | B-Klasse Forst 8 Mannschaften Platz 1: Endrunde der B-Klassen-Meisterschaft Platz 8: Absteiger            | B-Klasse Senftenberg 8 Mannschaften Platz 1: Endrunde der B-Klassen-Meisterschaft Platz 8: Absteiger      |
| 3     | Kreisklassen                                                                                              | Kreisklassen                                                                                              | Kreisklassen                                                                                              |

## Niederlausitzer Meister 1901–1933

### Verband Niederlausitzer Ballspiel-Vereine 1901–1906
| Jahr    | Niederlausitzer Meister | Abschneiden Qualifikationsspiel     |
| ------- | ----------------------- | ----------------------------------- |
| 1900/01 | SC Alemannia Cottbus    | keine deutsche Fußballmeisterschaft |
| 1904/05 | SC Alemannia Cottbus    | 1:5 gegen SC Schlesien Breslau      |
| 1905/06 | FV Brandenburg Cottbus  | 1:3 gegen SC Schlesien Breslau      |

### Südostdeutscher Fußball-Verband 1907–1933
| Jahr    | Niederlausitzer Meister  | Abschneiden südost- deutsche Meisterschaft | Südostdeutscher Meister           |
| ------- | ------------------------ | ------------------------------------------ | --------------------------------- |
| 1906/07 | TuFC Britannia Cottbus A | Finale                                     | SC Schlesien Breslau              |
| 1907/08 | FV Brandenburg Cottbus B | Halbfinale B                               | VfR 1897 Breslau                  |
| 1908/09 | SC Alemannia Cottbus     | Gewinner                                   | SC Alemannia Cottbus              |
| 1909/10 | FC Askania Forst         | Finale                                     | VfR 1897 Breslau                  |
| 1910/11 | FC Askania Forst         | Gewinner                                   | FC Askania Forst                  |
| 1911/12 | kein Meister ermittelt   | –                                          | ATV Liegnitz                      |
| 1912/13 | FC Askania Forst         | Gewinner                                   | FC Askania Forst                  |
| 1913/14 | FC Viktoria Forst        | Halbfinale                                 | FC Askania Forst                  |
| 1919/20 | FC Viktoria Forst        | Finale                                     | Vereinigte Breslauer Sportfreunde |
| 1920/21 | FC Viktoria Forst        | Finale                                     | Vereinigte Breslauer Sportfreunde |
| 1921/22 | Cottbuser FV 1898 C      | Finale C                                   | Vereinigte Breslauer Sportfreunde |
| 1922/23 | Cottbuser FV 1898        | Dritter                                    | Vereinigte Breslauer Sportfreunde |
| 1923/24 | FC Viktoria Forst        | Zweiter                                    | Vereinigte Breslauer Sportfreunde |
| 1924/25 | FC Viktoria Forst        | Gewinner                                   | FC Viktoria Forst                 |
| 1925/26 | Cottbuser FV 1898        | Vierter                                    | Breslauer SC 08                   |
| 1926/27 | FV Brandenburg Cottbus   | Vierter                                    | Vereinigte Breslauer Sportfreunde |
| 1927/28 | FV Brandenburg Cottbus   | Vierter                                    | Breslauer SC 08                   |
| 1928/29 | Cottbuser FV 1898        | Fünfter (Meisterstaffel)                   | SC Preußen Zaborze                |
| 1929/30 | FC Viktoria Forst        | Vierter (Meisterstaffel)                   | Beuthener SuSV 09                 |
| 1930/31 | FC Viktoria Forst        | Siebter (Meisterstaffel)                   | Beuthener SuSV 09                 |
| 1931/32 | FC Viktoria Forst        | Siebter (Meisterstaffel)                   | Beuthener SuSV 09                 |
| 1932/33 | Cottbuser FV 1898        | Siebter (Meisterstaffel)                   | Beuthener SuSV 09                 |

## Niederlausitzer Vizemeister 1914, 1926, 1928–1933
| Jahr    | Niederlausitzer Vizemeister | Abschneiden südost- deutsche Meisterschaft | Südostdeutscher Meister |
| ------- | --------------------------- | ------------------------------------------ | ----------------------- |
| 1913/14 | FC Askania Forst D          | Gewinner                                   | FC Askania Forst        |
| 1925/26 | FC Viktoria Forst D         | Zweiter                                    | Breslauer SC 08         |
| 1927/28 | Cottbuser FV 1898           | Fünfter                                    | Breslauer SC 08         |
| 1928/29 | FC Viktoria Forst           | Dritter (Meisterstaffel)                   | SC Preußen Zaborze      |
| 1929/30 | Cottbuser FV 1898           | Siebter (Meisterstaffel)                   | Beuthener SuSV 09       |
| 1930/31 | Cottbuser FV 1898           | Sechster (Meisterstaffel)                  | Beuthener SuSV 09       |
| 1931/32 | Cottbuser FV 1898           | Sechster (Meisterstaffel)                  | Beuthener SuSV 09       |
| 1932/33 | Hoyerswerdaer SV 1919       | Vierter (Meisterstaffel)                   | Beuthener SuSV 09       |

## Rekordmeister
Niederlausitzer Rekordmeister ist der FC Viktoria Forst, der den Titel 8-mal gewinnen konnte.
|  | Verein                                   | Titel | Jahr                                           |
|  | ---------------------------------------- | ----- | ---------------------------------------------- |
|  | FC Viktoria Forst                        | 8     | 1914, 1920, 1921, 1924, 1925, 1930, 1931, 1932 |
|  | TuFC Britannia Cottbus/Cottbuser FV 1898 | 6     | 1907, 1922, 1923, 1926, 1929, 1933             |
|  | FV Brandenburg Cottbus                   | 4     | 1906, 1908, 1927, 1928                         |
|  | FC Askania Forst                         | 3     | 1910, 1911, 1913                               |
|  | SC Alemannia Cottbus                     | 2     | 1905, 1909                                     |

## Ewige Tabelle
Berücksichtigt sind alle Spielzeiten der Niederlausitzer Fußballmeisterschaft im Verband Niederlausitzer Ballspiel-Vereine zwischen 1904/05 und 1905/06 sowie im Südostdeutschen Fußball-Verband zwischen 1906/07 und 1932/33. Die Tabelle richtet sich nach der damals üblichen 2-Punkte-Regel.
| Pl. | Verein                                    | Jahre | Sp. | S   | U  | N   | T+  | T-  | Diff. | Punkte  | Ø-Pkt. | Titel | Spielzeiten nach Kalenderjahren A |
| --- | ----------------------------------------- | ----- | --- | --- | -- | --- | --- | --- | ----- | ------- | ------ | ----- | --------------------------------- |
| 1.  | FV Brandenburg Cottbus                    | 24    | 281 | 176 | 26 | 79  | 802 | 451 | +351  | 378:184 | 1,35   | 4     | 1904–33                           |
| 2.  | FC Viktoria Forst                         | 23    | 268 | 172 | 26 | 70  | 934 | 405 | +529  | 370:166 | 1,38   | 8     | 1904–09, 1910–33                  |
| 3.  | TuFC Britannia Cottbus/ Cottbuser FV 1898 | 24    | 272 | 161 | 24 | 87  | 744 | 501 | +243  | 346:198 | 1,27   | 6     | 1904–33                           |
| 4.  | FC Askania Forst                          | 22    | 263 | 130 | 43 | 90  | 624 | 451 | +173  | 303:223 | 1,15   | 3     | 1906–33                           |
| 5.  | FC Deutschland Forst                      | 18    | 215 | 88  | 27 | 100 | 490 | 485 | +5    | 203:227 | 0,94   | 0     | 1909/10, 1911–33                  |
| 6.  | SC Alemannia Cottbus/ Cottbuser SC        | 18    | 176 | 64  | 23 | 89  | 335 | 440 | −105  | 151:201 | 0,86   | 2     | 1904–13, 1919–27                  |
| 7.  | SC Wacker Ströbitz                        | 11    | 157 | 54  | 24 | 79  | 298 | 405 | −107  | 132:182 | 0,84   | 0     | 1922–33                           |
| 8.  | SC Viktoria Cottbus                       | 15    | 136 | 45  | 16 | 75  | 219 | 313 | −94   | 106:166 | 0,78   | 0     | 1904–06, 1907–25                  |
| 9.  | SC Union Cottbus                          | 11    | 129 | 43  | 16 | 70  | 239 | 400 | −161  | 102:156 | 0,79   | 0     | 1913–1921, 1922–1930              |
| 10. | FC Hohenzollern Forst/ VfB 1901 Forst     | 11    | 128 | 38  | 19 | 71  | 180 | 331 | −151  | 95:161  | 0,74   | 0     | 1912–27, 1928/29                  |
| 11. | Hoyerswerdaer SV 1919 B                   | 6     | 57  | 26  | 9  | 22  | 112 | 122 | −10   | 61:53   | 1,07   | 0     | 1922–25, 1930–33                  |
| 12. | FC Amicitia Forst                         | 8     | 77  | 18  | 13 | 46  | 124 | 205 | −81   | 49:105  | 0,64   | 0     | 1911/12, 1913–25                  |
| 13. | MTV Guben/ 1. FC Guben                    | 4     | 48  | 14  | 4  | 30  | 86  | 167 | −81   | 32:64   | 0,67   | 0     | 1922–24, 1927/28, 1932/33         |
| 14. | VfB Weißwasser                            | 3     | 46  | 13  | 5  | 28  | 71  | 147 | −76   | 31:61   | 0,67   | 0     | 1926/27, 1929–31                  |
| 15. | SC Corona Neupetershain B                 | 4     | 41  | 13  | 2  | 26  | 51  | 157 | −106  | 28:54   | 0,68   | 0     | 1922–26                           |
| 16. | TV 1861 Cottbus                           | 4     | 44  | 11  | 3  | 30  | 55  | 142 | −87   | 25:63   | 0,57   | 0     | 1921–25                           |
| 17. | VfB Senftenberg 1910 B                    | 3     | 15  | 11  | 1  | 3   | 34  | 18  | +16   | 23:70   | 1,53   | 0     | 1922–25                           |
| 18. | SC Hertha Hörlitz B                       | 3     | 28  | 8   | 2  | 18  | 71  | 102 | −31   | 18:38   | 0,64   | 0     | 1923–26                           |
| 19. | VfB Klettwitz B                           | 4     | 28  | 7   | 2  | 19  | 54  | 80  | −26   | 16:40   | 0,57   | 0     | 1922–25, 1931/32                  |
| 20. | SC Vorwärts Forst                         | 3     | 24  | 5   | 2  | 17  | 11  | 36  | −25   | 12:36   | 0,5    | 0     | 1904–07                           |
| 21. | SpVgg 1912/15 Guben                       | 2     | 35  | 5   | 2  | 28  | 39  | 160 | −121  | 12:58   | 0,34   | 0     | 1924–26                           |
| 22. | FC Viktoria Kosterbrau B                  | 3     | 15  | 5   | 1  | 9   | 15  | 25  | −10   | 11:19   | 0,73   | 0     | 1922–25                           |
| 23. | SV Fortuna Forst                          | 1     | 13  | 2   | 2  | 9   | 10  | 28  | −18   | 6:20    | 0,46   | 0     | 1924/25                           |
| 24. | FV 1908 Forst                             | 1     | 13  | 2   | 2  | 9   | 18  | 39  | −21   | 6:20    | 0,46   | 0     | 1924/25                           |
| 25. | SV Askania Zschipkau                      | 1     | 10  | 2   | 1  | 7   | 5   | 11  | −6    | 5:15    | 0,5    | 0     | 1922/23                           |
| 26. | FC Alemannia Großräschen B                | 1     | 0   | 0   | 0  | 0   | 0   | 0   | ±0    | 0:0     | 0      | 0     | 1924/25                           |
| 27. | SpVgg Eintracht Neu Welzow B              | 1     | 0   | 0   | 0  | 0   | 0   | 0   | ±0    | 0:0     | 0      | 0     | 1924/28                           |